# 陳晏宇
陳晏宇（1994年10月7日—）是臺灣女子籃球運動員，高中時曾就讀新北市立海山高級中學，然因海山高中女籃隊解散後，轉學至普門中學。大學時就讀佛光大學，後轉學至國立臺灣師範大學，並開始女子超級籃球聯賽職業生涯。而於生涯第一次的WSBL總冠軍賽第二戰，拿下單場也是個人生涯新高的29分。於2017臺北世大運女籃銅牌戰中，單場拿下34分，終場以81：66打敗俄羅斯，奪得世大運女籃項目銅牌，而陳晏宇也因此役之優異表現而獲得許多關注。2018年陳晏宇轉戰WCBA，與電信女籃隊友王維琳一起加盟四川隊。

## 個人年表
- 2012年 -- 2012年第二屆佛光盃大學女子籃球邀請賽佛光大學籃球隊
- 2014年 -- 103學年度大專籃球聯賽國立臺灣師範大學籃球隊
- 2015年 -- 2015年第三十七屆威廉瓊斯盃國際籃球邀請賽中華女籃代表隊(白隊)
- 2016年 -- 2016年第三十八屆威廉瓊斯盃國際籃球邀請賽中華女籃代表隊(白隊)
- 2017年 -- 2017年夏季世界大學運動會中華女籃代表隊
- 2017年 -- 2017年第三十九屆威廉瓊斯盃國際籃球邀請賽中華女籃代表隊（藍隊）
- 2018年 -- 第四十屆威廉·瓊斯盃國際籃球邀請賽中華女籃代表隊（藍隊）
- 2018年 -- 2018年亞洲運動會中華女籃代表隊

## 特殊事蹟
- 2013年 -- 與劉容杏、王維琳、潘姿吟、陽詩慧、黃虹瑛客串演出電影「舞鬥」，在劇中跳籃球舞。

## 外部連結
- 陳晏宇在fiba.basketball（英语）
- 陳晏宇在archive.fiba.com（存檔）（英语）
- 陳晏宇在Eurobasket.com（球員）（英语）